# Bignoniaceae
Bignoniaceae, las bignoniáceas, son una familia de plantas de flor perteneciente al orden Lamiales. También se la llama familia de las vides trompetas. 

## Descripción
La componen primordialmente árboles, arbustos, lianas, y unas pocas hierbas. Los miembros de la familia se distribuyen ampliamente, tanto en el Viejo Mundo como en el nuevo mundo, distribuidos mayormente en los trópicos y subtrópicos, pero además con un número de especies de zonas templadas. La familia incluye unas 650 especies en 110 géneros. 
Flores solitarias o en inflorescencias axilares o terminales, grandes de colores brillantes. Flores hermafroditas, zigomorfas. Cáliz 5-lobado o 5-dentado, a veces espatiforme. Corola gamopétala con tubo acampanado o infundibuliforme; limbo apenas bilabiado. 

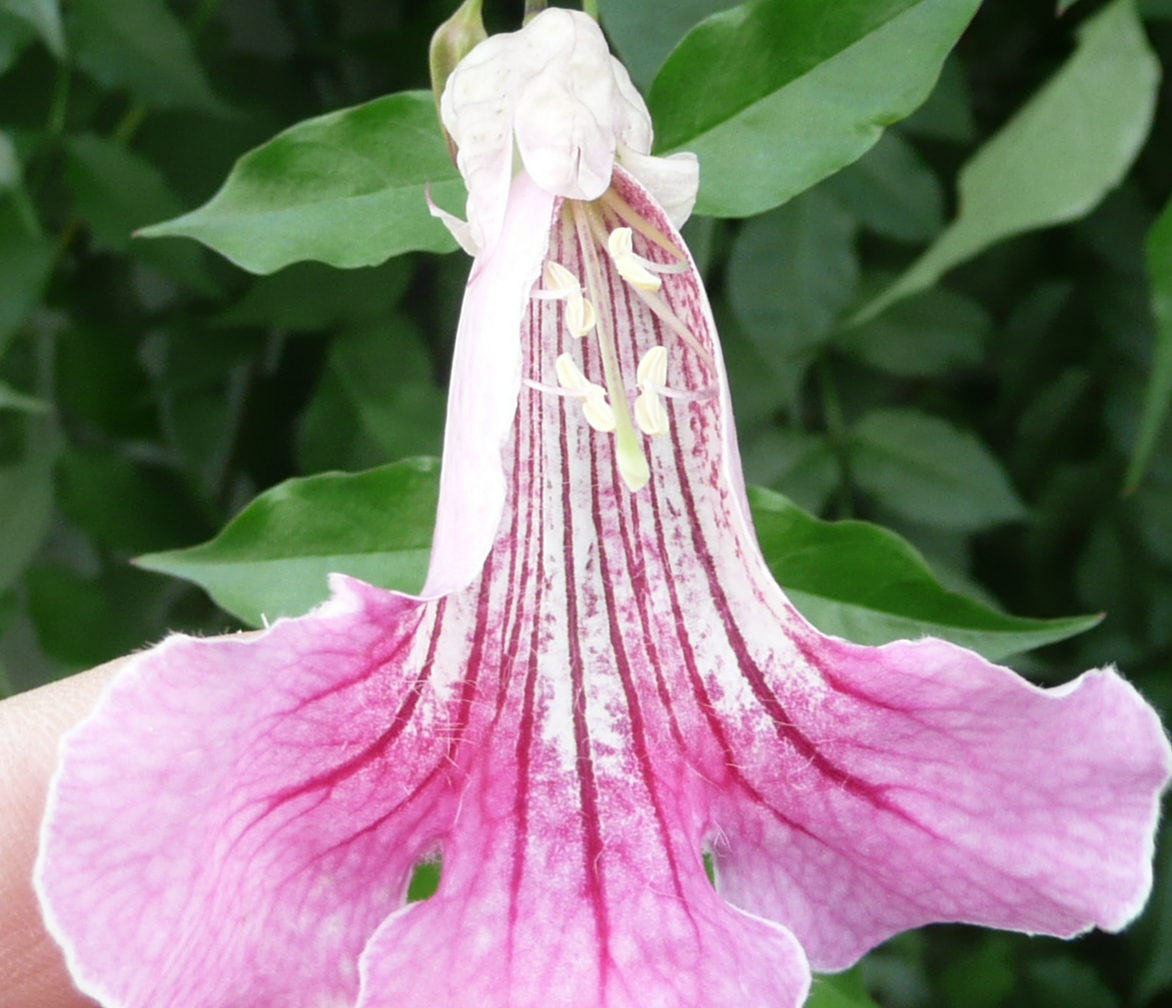
Flor de una bignoniácea, labio superior removido. Se observan los 4 estambres didínamos y el estilo (las anteras y estigmas en posición dorsal), y el lado interno del labio ínfero con guías de néctar y pelos.

Estambres fértiles 4 didínamos; fijos en el tubo de la corola; alternipétalos; estaminoido 1. Anteras ditecas de dehiscencia longitudinal introrsa. 
Disco hipógino simple o doble. Ovario súpero, generalmente 2-locular; óvulos numerosos, anátropos; estilo simple; estigma bilobulado. Cápsula bivalva, raramente fruto indehiscente, semillas aladas, sin endosperma.
Hojas opuestas, generalmente compuestas, sin estípulas, digitadas y pinnadas, o 3-foliadas, con el foliolo terminal reemplazado por un zarcillo simple o compuesto.

## Especies notables
- Árboles Catalpa
- Parra trompeta (Campsis)
- Árbol de las salchichas (Kigelia)
- Árbol de las calabazas Crescentia
- Pandorea
- Árboles Tabebuia
- El género Radermachera suministrador de árboles de una especie cultivada como planta de interior de apartamento : Radermachera sinica.

La familia se divide en siete tribus:Bignonieae - Coleeae - Crescentieae - Eccremocarpeae - Oroxyleae - Tecomeae - Tourrettieae

## Géneros
| Adenocalymna Amphilophium Amphitecna Anemopaegma Argylia Arrabidaea Astianthus Barnettia Bignonia Callichlamys Campsidium Campsis Catalpa Catophractes Ceratophytum Chilopsis Clytostoma Colea Crescentia Cuspidaria Cybistax Delostoma Deplanchea Digomphia Dinklageodoxa Distictella Distictis | Dolichandra Dolichandrone Eccremocarpus Ekmanianthe Fernandoa Fridericia Gardnerodoxa Glaziova Godmania Handroanthus Haplolophium Haplophragma Heterophragma Hieris Incarvillea Jacaranda Kigelia Lamiodendron Leucocalantha Lundia Macfadyena Macranthisiphon Manaosella Mansoa Markhamia Martinella Melloa | Memora Millingtonia Mussatia Neojobertia Neosepicaea Newbouldia Nyctocalos Ophiocolea Oroxylum Pajanelia Pandorea Parabignonia Paragonia Paratecoma Parmentiera Pauldopia Perianthomega Periarrabidaea Perichlaena Phryganocydia Phyllarthron Phylloctenium Piriadacus Pithecoctenium Pleonotoma Podranea | Potamoganos Pseudocatalpa Pyrostegia Radermachera Rhigozum Rhodocolea Roentgenia Romeroa Saritaea Sparattosperma Spathicalyx Spathodea Sphingiphila Spirotecoma Stereospermum Stizophyllum Tabebuia Tanaecium Tecoma Tecomanthe Tecomella Tourrettia Tynanthus Urbanolophium Xylophragma Zeyheria |

## Literatura
- Gentry, A. H. (1980): Flora Neotropica: Bignoniaceae - Part II
- Heywood, V. H., Hrsg. (1982): Blütenpflanzen der Welt. Birkhäuser, Basel
- Urania Pflanzenreich, Bd. Blütenpflanzen 2 (1994), Urania-Verlag Leipzig